# Walec hiperboliczny
Uzasadnienie:  Mała objętość obu tematów 

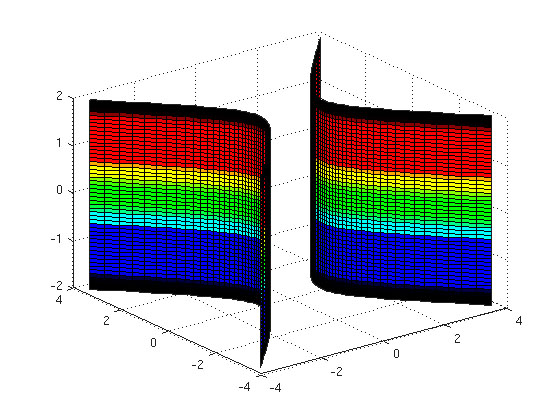
Przykładowy walec hiperboliczny w kartezjańskim układzie współrzędnych

Walec hiperboliczny – powierzchnia walcowa, w której kierownicą jest hiperbola.

## Opis analityczny
Jeśli walec hiperboliczny należy do kwadryk, to w kartezjańskim układzie współrzędnych jest opisany równaniem:
{\displaystyle {\frac {x^{2}}{a^{2}}}-{\frac {y^{2}}{b^{2}}}=1.}
Powierzchnię tę można też sparametryzować:
{\displaystyle x=asinh\ u}
{\displaystyle y=bcosh\ u}
{\displaystyle z=v}

## Krzywizna

### Krzywizna Gaussa
Miarą zakrzywienia powierzchni walca hiperbolicznego jest:
{\displaystyle K=0}
{\displaystyle H=-{\frac {ab}{2(a^{2}cosh^{2}u+b^{2}sinh^{2}u)^{3/2}}}}
Współczynniki {\displaystyle K} i {\displaystyle H} pomagają w dowodzeniu Theorema Egregium, czyli Twierdzenie wyborne (krzywizna powierzchni jest niezmiennikiem wszelkich przekształceń, które nie zmieniają odległości mierzonych na tej powierzchni)

### Współczynniki pierwszego stopnia
Współczynniki Christoffela pierwszego stopnia dowolnej powierzchni Riemannowskiej można zdefiniować, posługując się współczynnikami {\displaystyle E,\ F,\ G} i wzorem kwadryki, dzięki którym można zbadać krzywiznę w każdym punkcie półpłaszczyzny hiperbolicznej.
{\displaystyle E=a^{2}cosh^{2}u+b^{2}sinh^{2}u}
{\displaystyle F=0}
{\displaystyle G=1}

### Współczynniki drugiego stopnia
W przypadku współczynników Christoffela drugiego stopnia, trzeba posłużyć się współczynnikami {\displaystyle e,\ f,\ g} i wzorem kwadryki.
{\displaystyle e=-{\frac {ab}{\sqrt {\ a^{2}cosh^{2}u+b^{2}sinh^{2}u}}}}
{\displaystyle f=0}
{\displaystyle g=0}